# آرتور میکیتیشن
آرتور میکیتیشن (اوکراینی: Артур Петрович Микитишин؛ زادهٔ ۱۴ ژوئیهٔ ۲۰۰۳) بازیکن فوتبال است.
وی همچنین در تیم‌های ملی فوتبال Ukraine national under-17 football team و Ukraine national under-19 football team بازی کرده‌است.